# Tomba dell'Orco

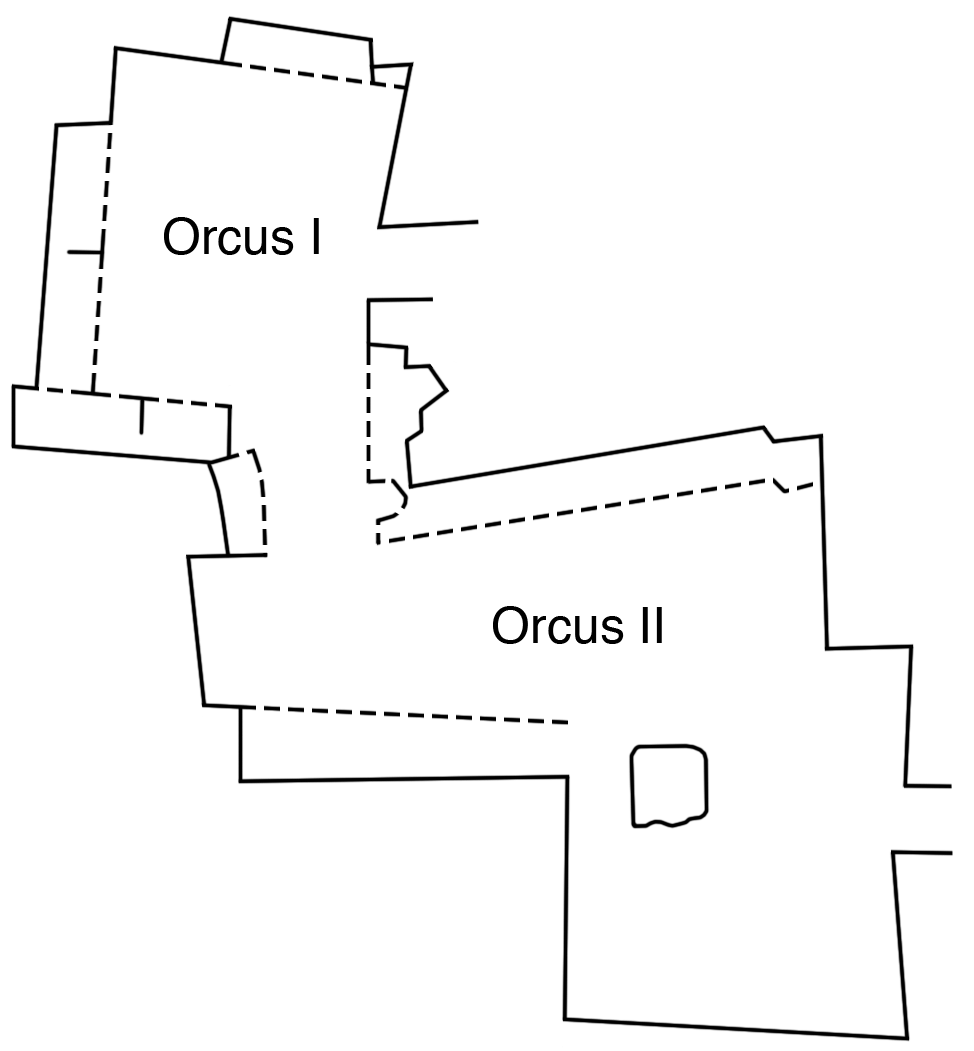
Pianta della tomba dell'Orco.

La tomba dell'Orco, chiamata anche tomba dei Murina, è un ipogeo (camera sepolcrale) etrusco del IV secolo a.C. situata nella necropoli dei Monterozzi.

## Storia

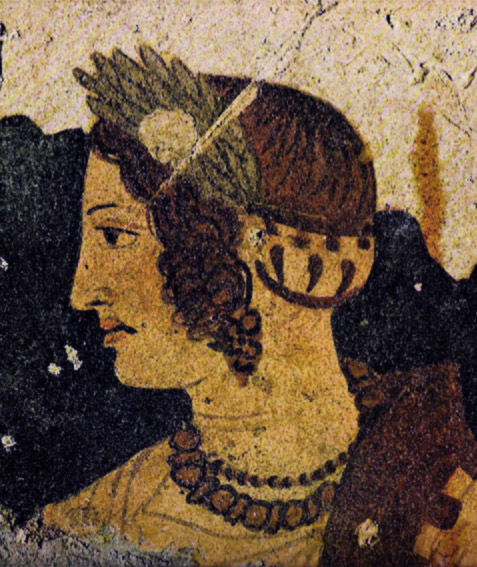
Velia Velcha, muro destro della tomba Orco I.

La tomba dell'Orco I fu costruita tra il 470 e il 450 a.C. (forse da un uomo di nome Leive); un ipogeo separato, la Tomba dell'Orco II, fu costruito intorno al 325 a.C.. A un certo punto dell'antichità il muro tra i due fu rimosso, creando una grande tomba con due dromi.
La tomba fu scavata nel 1868 da un ufficiale dell'esercito francese. Al momento della scoperta, lo scavatore scambiò il dipinto di un ciclope per il dio romano Orcus, da cui il nome "Tomba di Orco". La seconda tomba, non è mai stata completamente scavata. 
Nella seconda tomba troviamo il letto del banchetto funebre, attorniato da scene dell'Aldilà, che richiamano  i miti greci, ma con caratterizzazioni etrusche come il demone Tuchulcha e il demone femminile Vanth. Il re degli Inferi Ade (Aita) coperto da una pelle di lupo, sta in trono con a fianco la sposa Persefone di fronte al triforme Gerione e altri mostri infernali. Su una parete è raffigurato l'accecamento del gigantesco ciclope Polifemo (l'Orco che dà nome alla tomba) da parte di (un ormai scomparso) Ulisse. In un'altra parete è raffigurato Teseo, prigioniero di un demone dell'Oltretomba probabilmente con il compagno Piritoo. Seguono altri eroi greci, riconoscibili dai nomi scritti accanto: Agamennone, il vate Tiresia con alcune piccole ombre o anime che si aggirano tra le piante e Aiace, l'eroe morto suicida. Domina un'atmosfera di mestizia e di terrore, molto lontana dalle prime raffigurazioni tombali etrusche, con musici, gioiosi balli, giochi e banchetti. Le scene mostrano influenze ellenistiche nei suoi affreschi murali che includono il bel ritratto di Velia Velcha, una nobildonna etrusca, ed inoltre una delle poche rappresentazioni conosciute del demone Tuchulcha
Si ritiene sia appartenuta alla famiglia dei Murina, una diramazione degli Spurinna. Nella fondazione si trova la seguente enigmatica frase:

## Affreschi
Sebbene la maggior parte delle pareti sia decorata con pitture murali, gli artisti non hanno completato il soffitto. Un'analisi scientifica condotta nel 2001 ha rivelato che la pittura utilizzata conteneva cinabro, ocra, oro, calcite, rame e blu egiziano. Mentre gli affreschi dell'Orco I sono molto apprezzati, alcuni degli affreschi dell'Orco II sono considerati di scarsa qualità.
È probabile che gli scavatori francesi della tomba abbiano tentato di rimuovere alcune delle pitture murali per esporle al Museo del Louvre, causandone un significativo deterioramento.

### Orco I
La Tomba di Orco I (nota anche come "Tomba di Velcha") fu costruita tra il 470 e il 450 a.C.. La parete principale e quella destra raffigurano un banchetto, che si pensa sia quello degli Spurinna dopo la loro morte nella battaglia di Siracusa. I partecipanti al banchetto sono circondati da demoni che fungono da coppieri.
Uno dei banchettanti è una nobildonna di nome Velia Velcha (o, secondo alcune interpretazioni, Velia Spurinna), il cui ritratto è stato definito la Monna Lisa dell'antichità classica. Il suo profilo realistico (soprattutto l'occhio) mostra l'influenza dell'arte ellenistica.

### Orco II
La Tomba di Orco II (talvolta indicata come "Tomba di Orco") fu costruita intorno al 325 a.C.. Il suo ingresso è sorvegliato da dipinti di Caronte, il guardiano degli inferi, e da un ciclope (forse Polifemo o Gerione). Quando la tomba fu scoperta, il ciclope fu scambiato per il dio romano degli inferi, Orco (da cui il nome della tomba).
La parete di fondo raffigura un corteo funebre presieduto da Aita (Ade), il dio etrusco degli inferi, e da sua moglie Phersipnei (Persefone). Si pensa che la parete di sinistra rappresenti Agamennone, Tiresia e Aiace negli inferi. Teseo e l'equivalente etrusco di Piritoo sono seduti a un tavolo sulla parete destra e stanno giocando a un gioco da tavolo, dove sono minacciati dal demone etrusco Tuchulcha, che appare con orecchie appuntite, faccia pelosa e becco adunco, brandendo serpenti nelle mani. La tomba è unica nel suo genere, in quanto contiene l'unica raffigurazione storica conosciuta di questo demone.